# ناكام

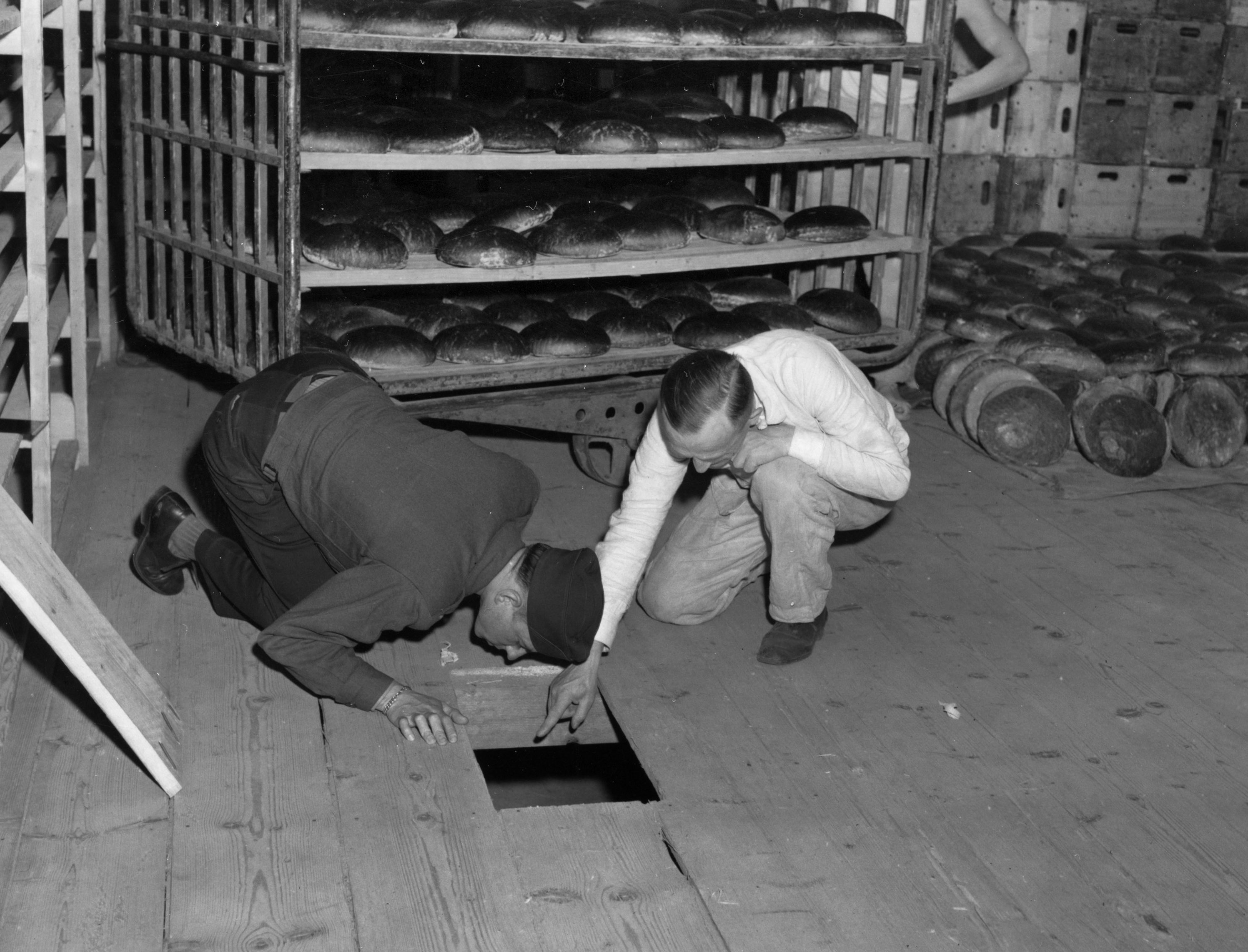
ملازم من الولايات المتحدة (يسار) ورجل مباحث ألماني يتفقدان Konsum-Genossenschaftsbäckerei (مخبز المستهلك التعاوني) في نورمبرغ بعد محاولة تسميم.

ناكام ((بالعبرية: נקם‏) «الثأر» مجموعة من حوالي خمسين من الناجين من الهولوكوست الذين سعوا في عام 1945 إلى قتل الألمان والنازيين انتقاما لمقتل ستة ملايين يهودي في الهولوكوست. سعت المجموعة بقيادة أبا كوفنر إلى قتل ستة ملايين ألماني في شكل من أشكال الانتقام العشوائي «العين بالعين».  ذهب كوفنر إلى فلسطين تحت الإنتداب من أجل تأمين كميات كبيرة من السم لتسمم أنابيب المياه لقتل أعداد كبيرة من الألمان، وتسلل أتباعه إلى شبكة المياه في نورمبرغ. ومع ذلك، تم القبض على كوفنر من قبل البريطانيين عند عودته إلى أوروبا واضطر إلى إلقاء السم في البحر.
بعد هذا الفشل، وجهت بقية المجموعة انتباههم إلى «الخطة ب»، التي تستهدف أسرى الحرب الألمان المحتجزين لدى الولايات المتحدة. لقد حصلوا على الزرنيخ محليًا وتسللوا إلى المخابز التي زودت معسكرات السجن هذه. سمم المتآمرون 3,000 رغيف خبز في Konsum-Genossenschaftsbäckerei (المخابز التعاونية) في نورمبرغ، والتي أمرضت أكثر من 2000 أسير الحرب الألماني في معسكر الاعتقال Langwasser. ومع ذلك، لا يمكن أن تعزى أي وفاة معروفة إلى المجموعة. على الرغم من أعتبار Nakam احيانا أنها تنظيم إرهابي، [2] لكن رفض الادعاء الألماني دعوى قضائية ضد اثنين من أعضائها بسبب «ظروف غير عادية».

## خلفية
خلال الهولوكوست، قتلت ألمانيا النازية وحلفاؤها والمتعاونون معها حوالي ستة ملايين يهودي،  خلال مجموعة متنوعة من الأساليب، بما في ذلك إطلاق النار الجماعي والغازات.  واجه العديد من الناجين، بعد أن فقدوا عائلاتهم ومجتمعاتهم بأكملها، صعوبة في تخيل العودة إلى الحياة الطبيعية. كانت الرغبة في الانتقام، سواء ضد مجرمي الحرب النازيين أو الشعب الألماني بأكمله، منتشرة على نطاق واسع.  منذ أواخر عام 1942، عندما وصلت أنباء الهولوكوست إلى فلسطين الانتدابية، كانت الصحف اليهودية مليئة بدعوات الانتقام. وادعى أحد قادة انتفاضة غيتو في وارسو، إسحاق زوكرمان، أنه «لم يكن يعرف يهوديًا لم يكن مهووسًا بالانتقام».